# Nasiba Abdullayeva
Nasiba Melikovna Abdullayeva (Nassiba Melikowna Abdullajewa, russisch Насиба Меликовна Абдуллаева, wiss. Transliteration Nasiba Melikovna Abdullaeva; geb. 15. November 1961 in Samarqand) ist eine usbekisch-sowjetische Bühnensängerin. Sie singt auf Usbekisch, Farsi, Aserbaidschanisch, Arabisch, Tadschikisch, Russisch und anderen Sprachen.

## Leben
Nasiba Abdullayeva wurde am 15. November 1961 in Samarqand in einer Arbeiterfamilie geboren. Ihr Vater Melik Yarmukhamedov war Iraner und ihre Mutter Khalchuchuk Khalimakulova eine Tadschikin. Sie war das jüngste von sieben Kindern. In ihrer Kindheit lernte sie Pianoakkordeon in einer Musikschule. Nach dem erfolglosen Versuch, an einer architektonisch-bauwissenschaftlichen Hochschule aufgenommen zu werden, arbeitete sie als Musiklehrerin in einer Schule.
Im Jahr 1980 wurde Nasiba Abdullayeva als Solistin in das neu gegründete Vokal-Instrumental-Ensemble „Samarqand“ eingeladen. Im selben Jahr wurden zwei Alben mit ihren Liedern veröffentlicht: „Bari Gal“ und „Samarqand“. Nach ihrem Abschluss im Jahr 1989 am Taschkenter Kulturinstitut Abdulla Qodiriy, trat sie der Usbekischen Staatsphilharmonie bei. Im Jahr 1990 veröffentlichte sie ihr erstes Soloalbum, „Ayrilik“ (Trennung). Nach ihrer Scheidung im Jahr 2000 verließ sie für zwei Jahre die Bühne.
Seit 2004 unterrichtet sie am Konservatorium im Fachbereich Unterhaltungsmusik. Im Jahr 2018 wurde ein Ausschnitt aus ihrem Lied „Farida“ in einem Werbespot des Kaufhauses Fendi verwendet. Am 30. August 2022 wurde Nasiba Abdullayeva durch einen Erlass des Präsidenten von Aserbaidschan mit dem Ehrentitel Volkskünstlerin von Aserbaidschan ausgezeichnet.

## Ehrungen
- Volkskünstler Usbekistans (1993)[5]
- Volkskünstler Aserbaidschans (2022)